# Рудник Хіджо
Рудник Хіджо — колишнє гірничодобувне підприємство на сході філіппінського острова Мінданао, яке займалось розробкою однойменного золотого родовища. Перший рудник в історії золотоносної провінції Мінданао.
Родовище Хіджо виявили в 1934 році. В 1939-му його розробку почала Samar Mining Company, Inc. (SAMICO) — дочірня структура Elizalde and Company (Elizalde). Видобуток вели як відкритим, так і підземним способом із добовою продуктивністю близько 150 тонн руди, при цьому до потрапляння Філіппін у зону бойових дій, що почались після нападу Японії на США у грудні 1941-го, встигли вилучити 57 тисяч тонн руди із середнім вмістом золота 12 грамів на тонну.
Новий етап розробки почався лише в 1960 році, проте він був не надто тривалим та припинився через надмірні виробничі витрати.
У 1979-му SAMICO передала свої права на Хіджо компанії North Davao Mining Corporation (NDMC). Остання діяла за угодою про розподіл прибутку з Apex Mining Company, що на той час узяла під контроль рудники Масара, при цьому руда з Хіджо спрямовувалась на належну Apex фабрику з вилучення золота. Цього разу розробка Хіджо тривала з 1980 по 1985 роки та дозволила вилучити 592 тисячі тонн руди із середнім вмістом золота 5,46 грама за тонну. Роботи припинили через вичерпання запасів, які були доступні для видобутку відкритим способом.
Всього з довоєнних часів та по 1985 рік з Хіджо отримали 4,08 тонни золота.